# Beregoungou
Bérégoungou (ou Bérrégoungou) est un village malien dans la commune de Bourem-Inaly, située dans la région de Tombouctou.

## Jumelages
- Coulans-sur-Gée (France)[2].